# NGC 5516
NGC 5516 (również PGC 50960) – galaktyka eliptyczna (E-S0), znajdująca się w gwiazdozbiorze Centaura. Odkrył ją John Herschel 1 lipca 1834 roku.